# Glen Campbell
Glen Travis Campbell (22 tháng 4 năm 1936 - 8 tháng 8 năm 2017), là một ca sĩ nhạc đồng quê, nghệ sĩ guitar, người dẫn chương trình truyền hình và diễn viên người Mỹ. Ông được biết tới nhiều nhất qua các bản hit suốt những năm 60 và 70 của thế kỷ 20, cùng với đó là chương trình The Glen Campbell Goodtime Hour nổi tiếng trên đài CBS.
Với hơn 50 năm sự nghiệp, Campbell đã cho phát hành tới hơn 70 album. Ông đã bán được tổng cộng 45 triệu đĩa nhạc trong đó có 12 chứng chỉ Vàng, 4 chứng chỉ Bạch kim và 1 chứng chỉ Bạch kim kép từ RIAA. Những ca khúc đình đám của ông bao gồm "Gentle on My Mind" (hát lại của John Hartford), "By the Time I Get to Phoenix" (hát lại của Jimmy Webb), "Wichita Lineman" và "Galveston", "Rhinestone Cowboy" (hát lại của Larry Weiss) và "Southern Nights" (hát lại của Allen Toussaint).
Campbell từng đi vào lịch sử khi từng dành tới 4 giải Grammy cho cả hạng mục nhạc pop lẫn nhạc đồng quê vào năm 1967 khi "Gentle of My Mind" dành 2 giải ở hạng mục đồng quê, còn "By the Time I Get to Phoenix" làm được điều tương tự ở hạng mục pop. Cùng năm, ông có được giải thưởng Nam nghệ sĩ nhạc đồng quê xuất sắc nhất từ CMA cũng như ACM, rồi sau đó được CMA trao giải Nghệ sĩ của năm. Năm 1969, ông được tài tử John Wayne giới thiệu để đóng cùng trong bộ phim True Grit – bộ phim giúp ông có được đề cử Giải Quả cầu vàng cho Diễn viên mới xuất sắc nhất. Ca khúc chủ đề của bộ phim mà ông hát cũng được đề cử Giải Oscar cho nhạc phim hay nhất.
Năm 2005, Campbell được xứng tên tại Đại sảnh Danh vọng Nhạc đồng quê. Tại lễ trao giải Grammy lần thứ 54 (2012), ông đã lên sân khấu trình diễn lần cuối ca khúc "Rhinestone Cowboy" trước khi chính thức chia tay với đời sống âm nhạc để tập trung trị bệnh Azheimer.